# Odznaka „Zasłużony dla Sanoka”
Odznaka „Zasłużony dla Sanoka” – odznaka honorowa przyznawana osobom fizycznym i prawnym zasłużonym dla miasta Sanoka.

## Historia

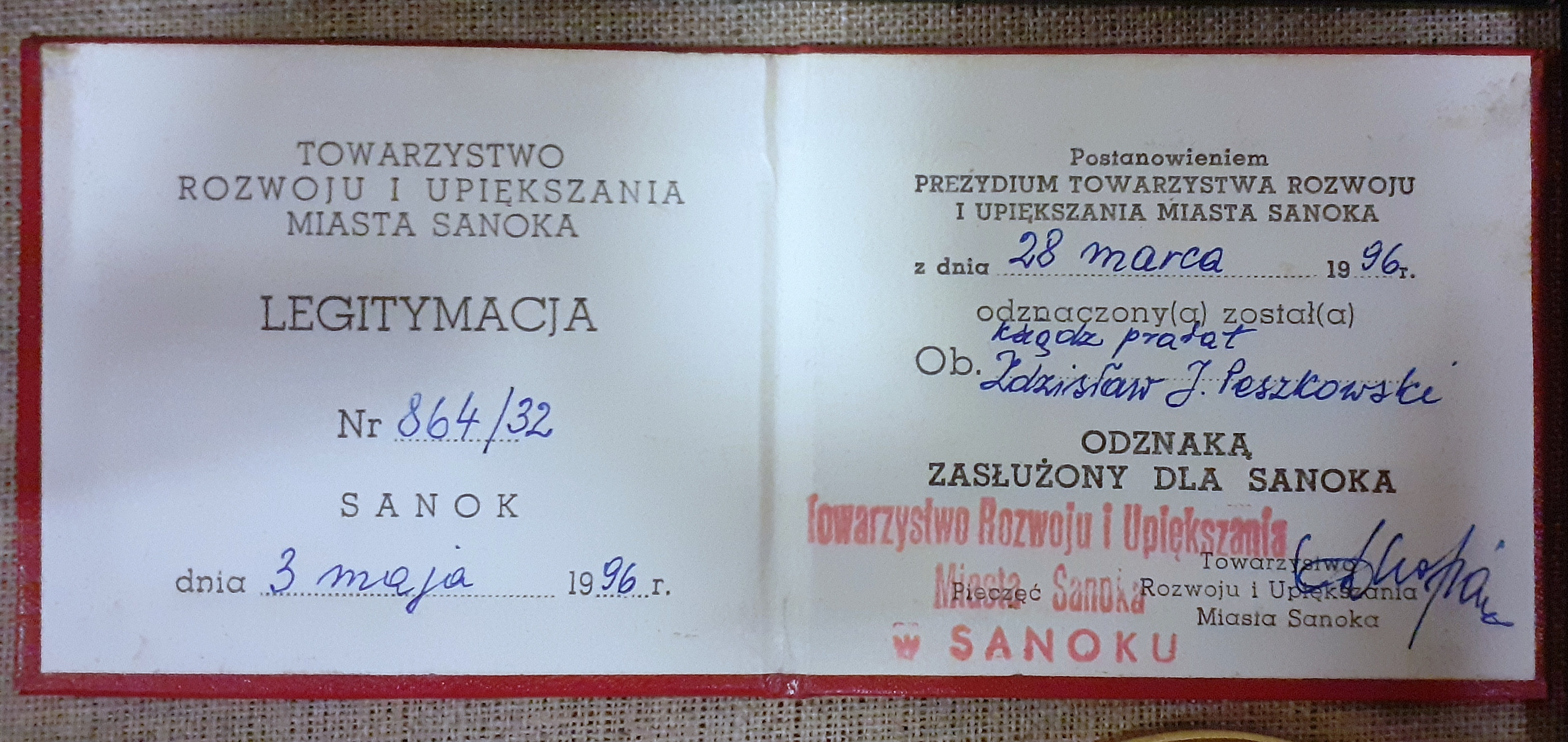
Legitymacja odznaki przyznanej ks. Zdzisławowi Peszkowskiemu

Odznaka „Zasłużony dla Sanoka” została ustanowiona w 1976 jako odznaczenie regionalne, jednostopniowe. Inicjatorem ustanowienia odznaki, jako najwyższego odznaczenia miejskiego, było Towarzystwo Rozwoju i Upiększania Miasta Sanoka.  W latach 80. przewodniczącym komisji ds. odznaki „Zasłużony dla Sanoka” przy Towarzystwie Rozwoju i Upiększania Miasta Sanoka był Tadeusz Mleczko. Uchwałą Miejskiej Rady Narodowej w Sanoku z marca 1988 zostały wprowadzone dwa stopnie odznaki (złota i srebrna), powołano 8-osobową komisję ds. opiniowania wniosków o przyznanie odznak oraz ustalono, że odznaka będzie przyznawana obywatelom i instytucjom szczególnie zasłużonym w dzieło rozwoju miasta we wszystkich jego dziedzinach. W tym samym roku MRN w Sanoku powołała skład specjalnej komisji rozpatrującej wnioski o nadanie odznaki; jej członkami zostali: Bolesława Witkowska (sekretarz KM PZPR), Janina Stankiewicz (ZSL), Julia Lubińska (SD), Krzysztof Izdebski (PRON), Zbigniew Dańczyszyn, Bolesław Król (dyrektor PKGZ i urzędnik UM). Odznakę nadawało Towarzystwo Rozwoju i Upiększania Miasta Sanoka, które od 1976 do 1997 przyznało wyróżnienie 876 razy. Jego tradycję, a tym samym uprawnienie przyznawania odznaki, przejęło Towarzystwo Przyjaciół Sanoka i Ziemi Sanockiej, istniejące od 1999, które zgodnie z zapisem swojego statutu w § 9 ma prawo nadawania osobom fizycznym i prawnym odznaki honorowej „Zasłużony dla Sanoka”.

## Odznaczeni
Odznaką wyróżniono osoby prawne: koło w Sanoku Związku Bojowników o Wolność i Demokrację (1979), Cech Rzemiosł Różnych w Sanoku. W 2001 odznakę otrzymał Maciej Miśkowiec (radca w Kancelarii Prezesa Rady Ministrów) za starania przy powołaniu PWSZ w Sanoku.